# Андрокл и лев (пьеса)
«Андро́кл и лев» (англ. Androcles and the Lion) — социально-философская пьеса-притча Бернарда Шоу в двух действиях с прологом. В этой пьесе драматург выразил своё отношение к христианству, близкое к философии Льва Толстого, и к возможным путям прогресса человечества.
Биограф Хескет Пирсон охарактеризовал эту маленькую пьесу как шедевр, персонажи которого «воплощены более ярко и жизненно, чем в любой другой пьесе Шоу». Пьеса была дважды экранизирована. Русский перевод (для шеститомника пьес Шоу) выполнила Галина Островская.

## История написания и постановки
В качестве литературной основы пьесы Шоу взял старинную легенду о дружбе человека и льва, изложенную римским писателем II века Авлом Геллием в сборнике «Аттические ночи». Шоу сделал главного героя христианином и ввёл новый персонаж — христианку Лавинию, разделяющую взгляды автора пьесы.
Первая постановка пьесы состоялась в сентябре 1913 года  в лондонском театре «Сент-Джеймс», далее пьеса шла во многих европейских городах. В Советской России единственная попытка поставить «Андрокл и лев» была сделана театром-студией ХПСРО в 1919 году, но премьера не состоялась, в декабре 1919 года театр был закрыт.

## Основные действующие лица
- Андрокл — грек-портной, христианин, друг всех людей и животных.
- Мегера — жена Андрокла, сварливая и глупая женщина.
- Лавиния — христианка из семьи аристократов, «умная и бесстрашная вольнодумка» (определение Шоу).
- Капитан — римский офицер, влюблённый в Лавинию.
- Ферровий — христианин богатырской силы, тяжело переживающий свой вспыльчивый характер и его последствия.
- Император — римский император.
- Спинто — пьяница, вор и развратник, который принял христианство в надежде на прощение свыше своих многочисленных грехов.

## Сюжет

Бернард Шоу репетирует сцену из пьесы «Андрокл и лев» с Лиллой Маккарти и Гренвилл-Баркером

Пролог. Во всей Римской империи идёт облава на христиан. По североафриканской пустыне бредут Андрокл и его жена Мегера, они продали всё своё имущество и теперь ищут, где скрыться от преследований. Мегера всю дорогу проклинает мужа. Неожиданно они встречают льва, который, однако, не проявляет агрессии и жалобно стонет. Андрокл замечает, что лев проткнул себе лапу большой занозой и не в силах её вытащить. Под ласковые слова, чтобы успокоить зверя, Андрокл вытаскивает занозу. Лев по-кошачьи выражает ему свою благодарность.
Первый акт. К городским воротам Рима солдаты приводят партию пойманных христиан, среди которых — Андрокл, Лавиния, силач Ферровий и Спинто. Капитан сообщает пленникам, что любого из них немедленно отпустят, если он согласится принести жертву римским богам, в противном случае их казнят на арене Колизея — мужчин заставят сражаться с гладиаторами, а женщин отдадут на съедение львам. Особенно настойчиво он пытается убедить Лавинию, к которой неравнодушен, но пленница отказывается. Она поясняет, что не может признать ложных богов, это было бы изменой самой себе и капитуляцией перед царящим в империи злом.
Появляются два юнца-аристократа, один из которых, Лентулий, пытается поиздеваться над Ферровием и даёт ему пощёчину. Ферровий добросовестно подставляет другую щёку, после чего берёт Лентулия в охапку и уговаривает, под аккомпанемент его воплей, покаяться и стать христианином. Андрокл озабоченно просит Ферровия: «Полегче; тому, последнему, ты сломал челюсть». Изрядно помятого Лентулия уносят в глубоком обмороке.
Второй акт. Та же группа христиан в Колизее готовится к роковому выходу на арену. Спинто в ужасе отрекается от христианства и бежит принести жертву идолам, но вместо этого попадает на обед к только что привезенному голодному льву. Появляется император, восхищается видом Ферровия и предлагает ему место в своей преторианской гвардии. Ферровий отклоняет предложение и выходит на арену без доспехов, готовый умереть без сопротивления, но, возбуждённый сражением, не выдерживает и приканчивает шестерых своих противников. Император в восторге обещает впредь брать в армию только христиан. Капитан, воспользовавшись благоприятным моментом, добивается у императора помилования для Лавинии и других христиан. Ферровий с грустью соглашается вступить в гвардию: «Время христианского Бога еще не пришло».
Публика, однако, негодует и требует номера «христианин и лев»; Андрокл вызывается добровольно. При виде Андрокла лев замирает, принюхивается, узнаёт и снова восторженно выражает своё расположение к нему. Император из ложи кричит, требуя прикончить льва; зверь запрыгивает в императорскую ложу и выгоняет оттуда монарха. Андрокл с трудом сдерживает льва и просит императора говорить дружелюбным тоном, чтобы не возбуждать зверя. Насмерть перепуганный император подчиняется: «Мой дражайший господин Андрокл, мой любезнейший друг, мой вновь обретённый брат! Приди в мои объятия! (Обнимает Андрокла.) О, что за чудовищный запах чеснока!» Все расступаются, человек и зверь уходят свободными.

## Идейно-художественные мотивы

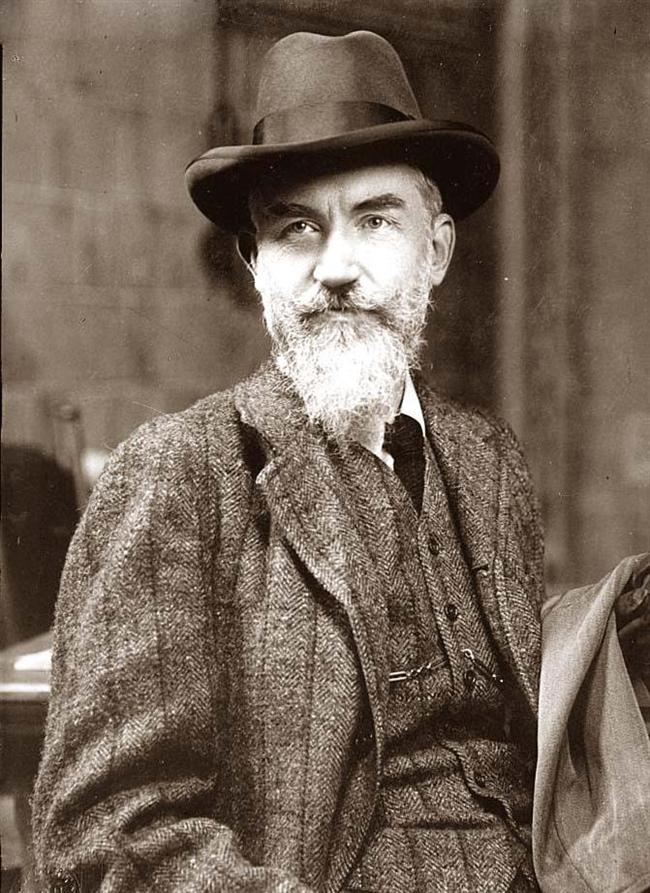
Бернард Шоу в 1909 году

Пьеса «Андрокл и лев» — метафорический призыв к радикальной перестройке европейской общественной системы на этической основе. По мнению Шоу, раннее христианство было ненасильственным протестом против аморальной, жестокой и несправедливой системы, и его цели были во многом созвучны современным Шоу социалистическим движениям. Соответственно преследование христиан в первые века нашей эры имело не религиозные, а социально-политические  цели, было «попыткой пресечь пропаганду учения, угрожающего установленному „законному“ порядку вещей». Шоу провозгласил в послесловии к пьесе: «Все те, в ком горит свет, кто своим внутренним взором провидит в будущем лучший мир, чей дух стремится к более возвышенной и полной жизни для всех, а не для себя за счет других, естественно, внушают страх, а потому и ненависть соглашателям-собственникам… Мои мученики - это мученики всех времён, мои гонители - это гонители всех времён».
В печатные издания текста пьесы Шоу поместил обстоятельный (длиннее, чем сама пьеса) собственный анализ Евангелий под названием «Предисловие о перспективах христианства». Свою этическую философию «внецерковной веры» Шоу позднее развил в пьесах «Назад к Мафусаилу» и «Святая Иоанна». В своей статье в газете «Дейли ньюс» (25 сентября 1913 года) Шоу в резких выражениях заклеймил современную цивилизацию за такие отвратительные порождения, как истребительные войны, массовая бедность, социальное неравенство, работные дома, обязательная военная служба и др. Шоу сделал вывод: «не вижу, как может всякий здравомыслящий человек утверждать, что христианство продвинулось хотя бы на один дюйм со времени распятия на кресте». Христианство, по его мнению, потерпело историческое поражение, капитулировало перед силами социального зла. В послесловии, написанном уже после начала Первой мировой войны, Шоу особенно осудил священников-«патриотов», которые «служат Марсу во имя Христа на позор всему религиозному человечеству».
Критик П. Балашов отметил яркое драматургическое мастерство автора, умело использующего богатейшую художественную палитру, от трогательного драматизма до откровенного фарса.

## Экранизации
Пьеса была трижды экранизирована.
1. 1946: «Андрокл и лев», Десмонд Дэвис[англ.].
2. 1952: «Андрокл и лев», Габриэль Паскаль[англ.].
3. 1984: «Андрокл и лев», Рональд Смедли (Ronald Smedley).

В 1967 году в США появился телевизионный музыкальный спектакль «Андрокл и лев», музыку к которому написал Ричард Роджерс.